# Torre di Santa Maria (Pisa)
La torre di Santa Maria, conosciuta in antichità anche come torre sull'Auser, è la più nota delle torri dell'antica cerchia muraria di Pisa, poiché chiude il lato nord-ovest delle fortificazioni presso la celeberrima piazza del Duomo.

## Storia e descrizione
La sua costruzione risale al 1155-1161 subito dopo la costruzione delle mura urbane, con grossi conci di panchina livornese e un disegno leggermente digradante verso l'alto. La costruzione della torre di Santa Maria insieme alla torre del Leone, a poca distanza, si deve alla protezione dell'antica porta del Leone e del ponte sull'Auser che di fatto collegava la città agli approdi dai vari rami fluviali, possibile porta di accesso ad eserciti nemici.
Oltre la sommità delle mura fu usata la breccia sedimentaria proveniente da Asciano, fino a un punto segnato da uno scalino, oltre il quale termina la parte antica, scapezzata nel 1499 dopo la conquista fiorentina. La parte superiore, compreso il coronamento merlato, è risalente a interventi di sopraelevazione ottocenteschi. Si aprono nella struttura feritoie e aperture strombate, mentre le finestrelle più alte fanno parte del rifacimento.
Attualmente la torre è visitabile solo fino al livello che permette l'accesso al camminamento delle mura.

## Altre immagini

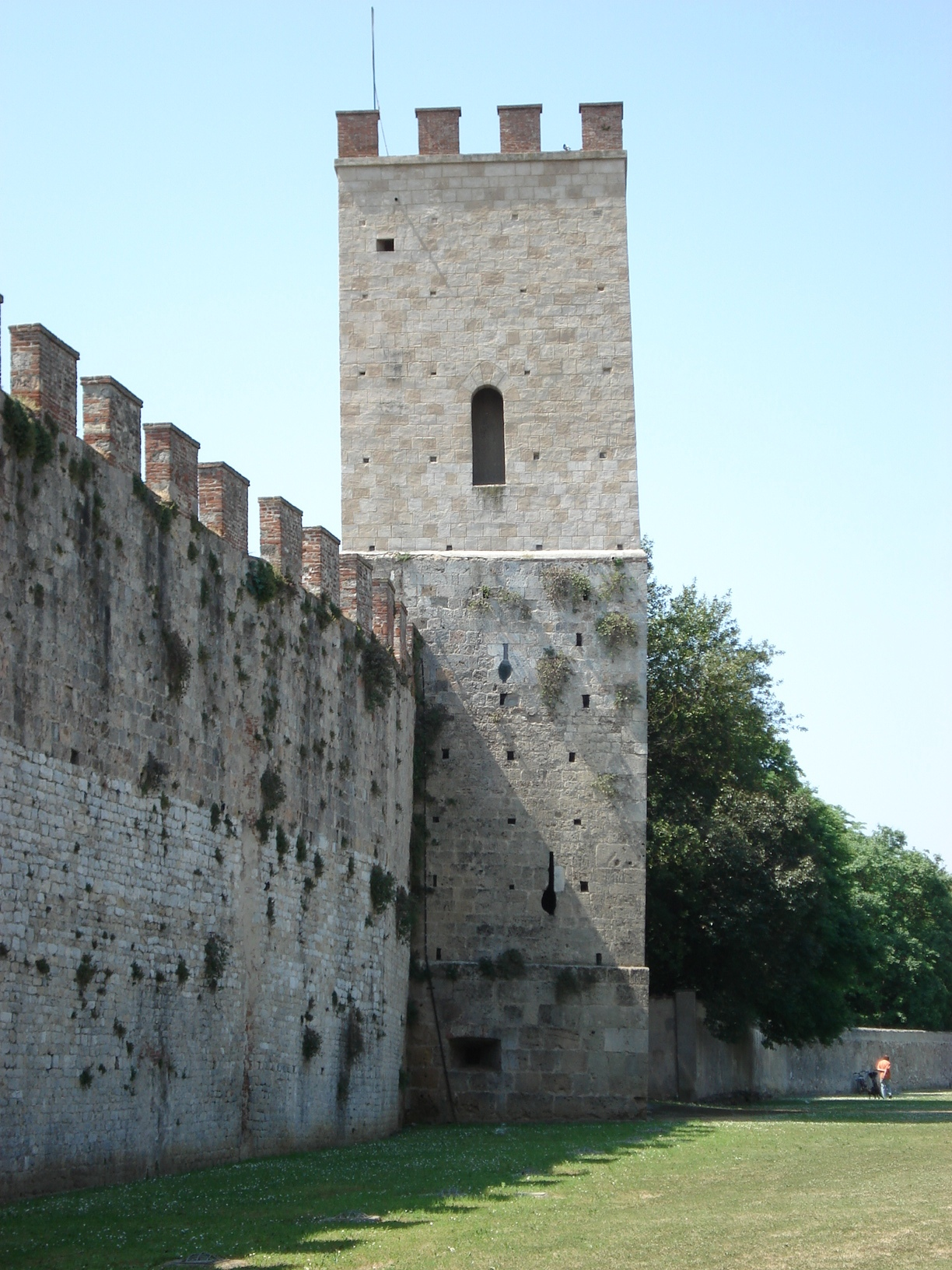
Torre di Santa Maria  vista dall'esterno delle mura